# Euxestonotus miranda
Euxestonotus miranda är en stekelart som beskrevs av Peter Neerup Buhl 1998. Euxestonotus miranda ingår i släktet Euxestonotus och familjen gallmyggesteklar. Inga underarter finns listade i Catalogue of Life.